# Raito
Raito is een plaats (frazione) in de Italiaanse gemeente Vietri sul Mare.

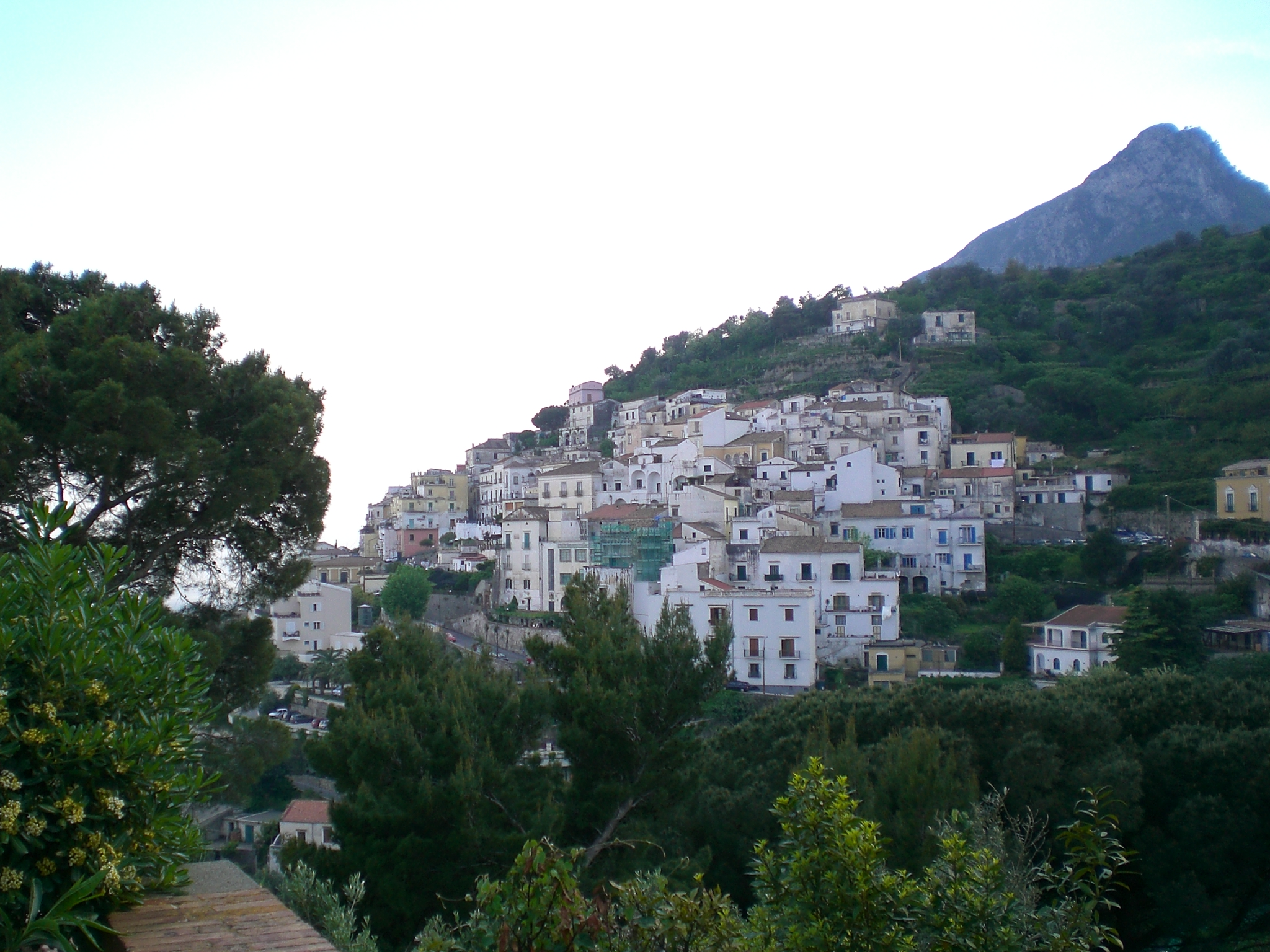
Raito